# British Standards Institution

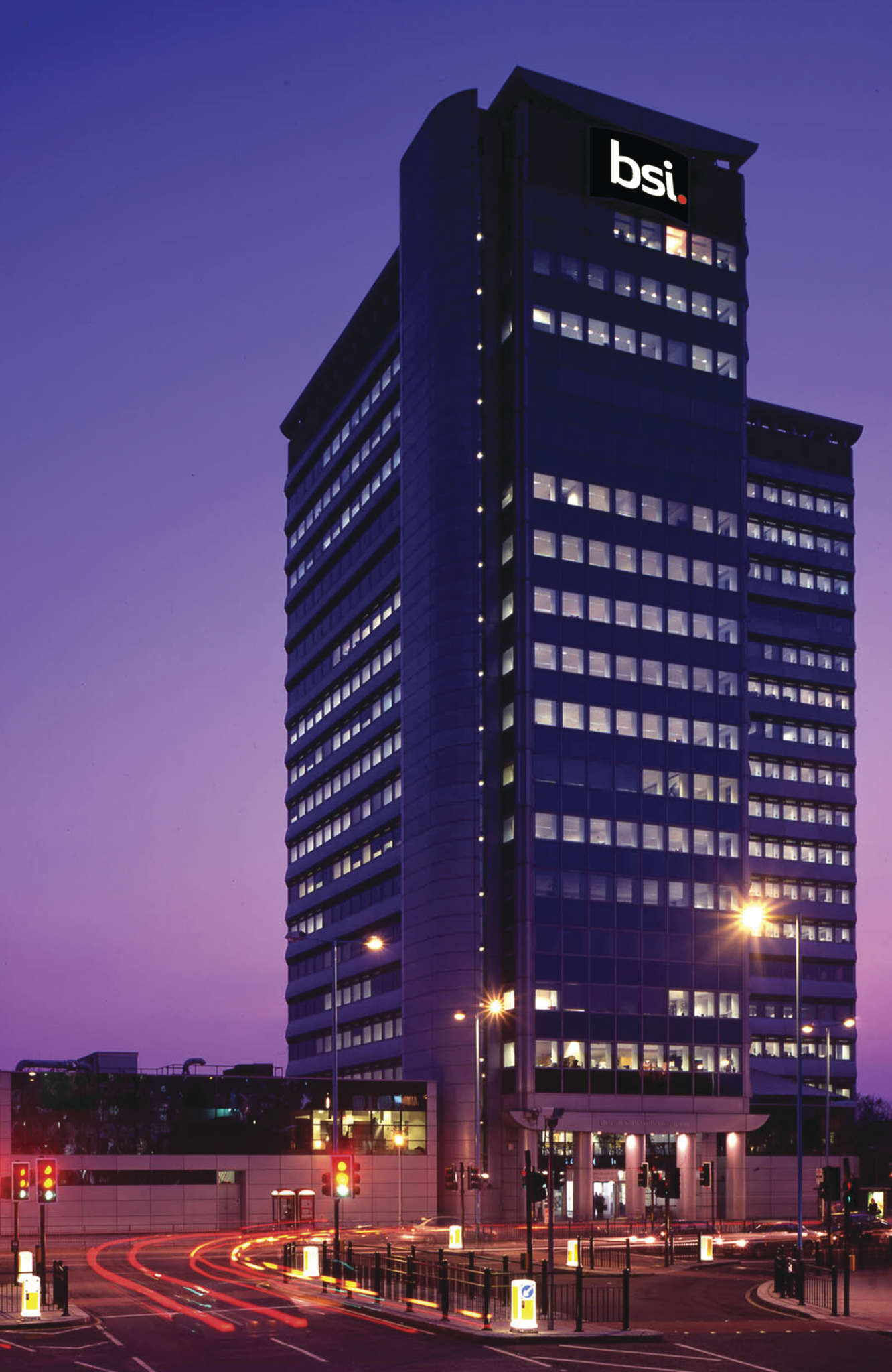
Główna siedziba BSI Group w Chiswick, Wielka Brytania

British Standards Institution (BSI) – najstarsza na świecie jednostka zajmująca się tworzeniem norm. Uznawana jest za wiodącą instytucję w zakresie normalizacji i certyfikacji.

## O grupie BSI
1901 – 1914 Początki
Sir John Wolfe-Barry – człowiek, który zaprojektował Tower Bridge w Londynie, założył  22 stycznia 1901 roku Radę Instytutu Inżynierów Budowlanych (Council of the Institution of Civil Engineers) w celu opiniowania norm używanych w branży metalowej i stalowej.  Wynikiem tego 26 kwietnia 1901 r. odbyło się pierwsze spotkanie Komitetu Norm Inżynierskich, podczas którego zatwierdzono normę, która ujednolicała rozmiar stali konstrukcyjnej redukując ich liczbę ze 175 do 113 – i tak się rozpoczęła normalizacja.
W 1903 oczekiwania kupców na wyroby „jakościowe” doprowadziły do wykreowania i zarejestrowania Brytyjskiego Znaku Standaryzującego (British Standard Mark), który później został uznany za Kitemark. Znak ten został zastosowany na szynach tramwajowych potwierdzając ich jakość, a przeprowadzone działania spowodowały ujednolicenie szerokości torów i zredukowanie ich liczby z 75 do 5.
1914 – 1945  Wzrost standaryzacji
Podczas I wojny światowej Brytyjskie Standardy były używane przez Admiralicję, Ministerstwo Handlu, Towarzystwo Klasyfikacji Statków, Ministerstwo Transportu, Hrabstwo Miasta Londyn oraz wiele innych. W 1920 roku obowiązującymi normami zostały również objęte Kanada, Australia, Południowa Afryka i Nowa Zelandia. Zainteresowanie było również widoczne w USA oraz w Niemczech. 22 kwietnia 1929 roku  Komitet Standaryzacyjny Inżynierów (Engineering Standard Committee) od 1918 roku Brytyjskie Stowarzyszenie Standaryzacji Inżynierów (British Engineering Standards Association) uzyskał tytuł „Przywileju Królewskiego”. Dodatkowy przywilej miał miejsce w 1931 roku zmieniając ostatecznie nazwę na British Standards Institution, która to nazwa obowiązuje do dziś.
W momencie wybuchu II wojny światowej prace nad upowszechnieniem norm zostały wstrzymane i wszystkie wysiłki zostały skoncentrowane na stworzeniu standardów wojennych „war emergency standards”. W 1942 roku brytyjski rząd oficjalnie uznał BSI jako jedyną organizację odpowiedzialną za wydawanie krajowych norm. Pomiędzy 1939 i 1945 rokiem zostało opracowanych ponad 400 „war emergency standards”.
1946 – 1975  Międzynarodowa konsolidacja i troska o klienta
W 1946 roku w Londynie odbyła się pierwsza konferencja dotycząca wspólnych norm (Commonwealth Standards Conference) zorganizowana przez BSI, która doprowadziła do założenia International Organization for Standardization (ISO). W latach 50. i 60.  rynek został zalany różnymi towarami, z czego wiele z nich było wątpliwej jakości. W 1953 roku Kitemark zaapelował do krajowych producentów mebli, szybkowarów i kasków motocyklowych, aby pomóc klientom w rozpoznawaniu towarów, które są produkowane poprawnie i stosować znak na wyrób.
Normy były również publikowane w takich dziedzinach jak: pomiar zanieczyszczenia powietrza, energii nuklearnej, używania odpowiednich kolorów służących identyfikacji w przemyśle, mebli biurowych i szkolnych itp.
1951 Utworzenie Żeńskiego Komitetu Doradczego “The Women’s Advisory Committee”
Celem Komitetu było informowanie o oddziaływaniu norm na krajowego konsumenta. Inicjatywa ta była prekursorem powstania istniejącego dzisiaj Consumer Policy Committee, który koordynuje pracami związanymi z udziałem przedstawicieli konsumentów w komitecie technicznym BSI odpowiedzialnym za produkty konsumenckie.
1959 Założenie The Test House at Hemel Hempstead
Celem organizacji było testowanie sprzętu eksportowanego do Kanady, inicjatywa ta stała się prekursorem powstania BSI Product Services. Rządowe rozporządzenia spowodowały obowiązek posiadania znaku Kitemark wśród producentów samochodowych pasów bezpieczeństwa i kasków motocyklowych, które były przeprowadzane w Hemel Hempsteaded.
1975 – 1997 Normy Zarządzania Systemami
Pierwszą światową normą zarządzania systemem jakości była BS 5750, która została opublikowana przez BSI w 1979 roku. W 1987 norma ta stała się normą ISO 9000 inspirując dalszą serię międzynarodowych norm. Norma ta została poprawiona w 1994 i udoskonalona w 2000 roku, zapewniając międzynarodowy sukces systemu zarządzania jakością z liczbą ponad 776 000 wydanych certyfikatów według ISO 9001:2000 w 161 krajach pod koniec 2005 roku. Kolejne „odświeżenie” normy miało miejsce w roku 2008 co zaowocowało normą ISO 9001:2008. Podążając tą samą drogą BSI opublikowało w 1992 roku pierwszą światową normę dotyczącą systemu zarządzania środowiskiem BS 7750.
W 1996 roku międzynarodowy następca BS 7750 został opublikowany jako ISO 14001. Podczas pierwszych dziesięciu lat kiedy norma ta została zaakceptowana na rynku międzynarodowym wydano ponad 111 000 certyfikatów ISO 14001 (lata 1996-2005) w 138 państwach. Grupa BSI również podjęła międzynarodową ekspansję, zakładając w 1991 roku BSI Americas w Reston, Virginia i zakładając w 1995 roku pierwsze Azjatyckie biuro w Hongkongu.
1998 Przywilej Królewski
Od 1998 roku BSI stała się firmą globalną w 1998, po zmianach w Przywileju Królewskim, Grupa BSI stawała się:
CEEM, czołową amerykańską firmą szkoleniową z zakresu systemów zarządzania oraz dostarczającą publikacje, 
International Standards Certification Pte Ltd, zlokalizowaną w Singapurze organizacją certyfikującą.
W styczniu 2002 roku, BSI przejęło firmę KPMG – północnoamerykańską jednostkę certyfikującą systemy ISO, stając się jednocześnie największą jednostką certyfikującą w Ameryce Północnej. W 2003 roku BSI przejmuje 100 procent udziałów w BSI Pacific Ltd, w celu grupowej konsolidacji i wspólnych działań na ogromnym potencjale rynku certyfikacji w Chinach. BSI również przejmuje 49 procent udziałów w BSPL (British Standards Publishing Limited), tworząc nowe źródło sprzedaży, dystrybucji  dostarczając standardy w przemyśle oraz na  rynku komercyjnym w Wielkiej Brytanii oraz na całym świecie.
W 2003 roku organizacja celebruje 100-lecie znaku Kitemark, który stał się w biznesie Superznakiem.
W roku 2004 BSI przejęła w Holandii firmę KPMG – KPMG Certification B.V. – zapewniając szeroki zakres usług świadczonych przez grupę w całym Beneluksie i w pozostałej części Europy kontynentalnej. W 2006 BSI przejęła: niemiecką jednostkę certyfikującą NIS ZERT, Entropy International Ltd, jedną z największych światowych firm zapewniających doskonałość oraz możliwość zrównoważonego rozwoju dzięki oprogramowaniu, Benchmark Certification Pty Ltd, drugą co do wielkości australijską jednostkę certyfikującą wraz z biznesem szkoleń ASI-QS, zlokalizowaną w Wielkiej Brytanii firmie specjalizującej się w szkoleniach i wdrożeniach Six Sigma. 
Rezultatem tych strategicznych ruchów przez  więcej niż stulecie organizacja osiągnęła wzrost. BSI Group dostarcza teraz w szerokim zakresie usługi i portfolio dla klientów, pomagając im dążyć do doskonałości i podnosząc ich renomę na całym świecie. BSI wydało ponad 80 000 certyfikatów ISO na całym świecie.
- Polski Komitet Normalizacyjny
- ASTM
- DIN